# Gasville-Oisème

Gasville-Oisème este o comună în departamentul Eure-et-Loir, Franța. În 1 ianuarie 2022 avea o populație de 1.474 de locuitori.